# Maghan II
Maghan II, död 1389, var en afrikansk härskare. Han var mansa, monark, i Maliriket mellan cirka 1387 och 1389.